# Église Saint-Louis de Fort-Louis
L'église Saint-Louis est un monument historique situé à Fort-Louis, dans le département français du Bas-Rhin.

## Localisation
Ce bâtiment est situé place de la Mairie à Fort-Louis.

## Historique
L'édifice fait l'objet d'un classement au titre des monuments historiques depuis 1927.